# Can Fontanills
Can Fontanills o Cal Calçoner és una casa de pagès de Premià de Mar (Maresme) protegida com a Bé Cultural d'Interès Local.

## Descripció
Edifici a quatre vents de planta basilical amb crugia d'accés i dues crugies laterals. En una d'elles trobem l'escala de dos trams. La casa té un porxo a cada banda.
El cos central està cobert amb teulada de teula àrab a doble vessant i els laterals només a una vessant.
L'immoble està orientat a sud i té una estructura simètrica amb el cos central de major alçada. A la planta baixa hi ha la porta amb llinda al centre i dues finestres. Al primer pis trobem tres finestres i en darrer només una.